# 고게정 (돗토리현)
고게정(郡家町)은 돗토리현 동부에 존재했던 정이며 야즈군에 속했다.
2005년 3월 31일에 합병으로 야즈정이 되었다.

## 역사
- 1889년 10월 1일 - 정촌제 시행에 의해 9개 촌의 구역을 가지고 가모촌이 성립하였다.
- 1896년 4월 1일 - 가모촌의 관할인 야즈군으로 변경되었다.
- 1951년 4월 1일 - 가모촌이 정으로 승격, 개칭해 고게정이 되었다.
- 1953년 5월 5일 -  구 고게정, 구니나카촌, 오미카도촌, 시모키사이치촌과 합병해 새로운 고게정이 성립하였다.
- 1957년 3월 31일 - 구 고게정, 가미키사이치촌, 나카키사이치촌이 합병해 새로운 고게정이 성립하였다.
- 2005년 3월 31일 - 후나오카정, 핫토정이 합병해 야즈정이 성립하였다. 동일 고게정은 폐지되었다.

## 교통

### 철도
- 서일본 여객철도 인비 선
- 와카사 철도 와카사 선

### 도로
- 국도 29호선